# Хвастунов, Василий Алексеевич
Василий Алексеевич Хвастунов (9 мая 1984, Карагайский, Верхнеуральский район, Челябинская область) — российский биатлонист, призёр чемпионата России, тренер. Мастер спорта России.

## Биография
Воспитанник СДЮШОР № 4 г. Магнитогорска, тренер — Василий Михайлович Фёдоров. На внутренних соревнованиях представлял Челябинскую область, также одно время выступал за Мордовию.
В 2008 году стал бронзовым призёром чемпионата России в суперпасьюте, поднявшись в ходе гонки с 18-го места на третье.
Участник чемпионата мира по летнему биатлону 2006 года в Уфе, лучшим результатом стало шестое место в гонке преследования.
После окончания спортивной карьеры работал тренером по биатлону и лыжным гонкам в ДЮСШ № 4 г. Магнитогорска и в клубе «Металлург-Магнитогорск».
Окончил Магнитогорский государственный университет.